# تشابيل هايز
تشابيل هايز (بالإنجليزية: Chappell Hayes)‏ هو سياسي أمريكي، ولد في 1949، وتوفي في 1994.